# Ansager Å
Ansager Å ett cirka 20 km långt vattendrag västra Jylland i Danmark. Ån ligger i Region Syddanmark, i den västra delen av landet, 240 km väster om Köpenhamn. Ansager Å löper ihop med Grindsted Å et par kilometer väster om småstaden Ansager och bildar Varde Å. 
Trakten ingår i den hemiboreala klimatzonen. Årsmedeltemperaturen i trakten är 7 °C. Den varmaste månaden är augusti, då medeltemperaturen är 16 °C, och den kallaste är januari, med −4 °C.